# Random (comics)
Pour les articles homonymes, voir Random.
Random (Marshall Evan Stone III) est un super-vilain appartenant à l'univers de Marvel Comics. Le personnage a été créé par l'écrivain Peter David pour la série X-Factor. Il a été initialement présenté comme un adversaire de Facteur-X, mais il est ensuite devenu leur allié réticent.

## Biographie du personnage
L’origine complète de Random n’est pas claire. Il semble qu'il ait été créé à partir d'une masse de protoplasme par Dark Beast, la version maléfique du Fauve, faisant de Random la continuation d'une expérience que Dark Beast a commencée alors qu'il était le principal scientifique de Mister Sinistre dans la réalité de l'Ere d'Apocalypse. Il est également possible que Random soit né normalement, puis capturé et expérimenté par Dark Beast. Quand ce dernier arrive dans le continuum de la Terre-616, il s'installe dans les égouts de New York, et fait renaitre son expérience. À la suite de l'expérimentation de Dark Beast, le jeune Random reçoit le nom d'Alex, et il utilise ce nom tout en servant d'assistant de McCoy dans les égouts sous New York lorsqu'il travaillait avec les Morlocks.
"Alex" finit par s'échapper, changeant son apparence pour celle d'un homme musclé et créant l'identité du chasseur de primes Random. On ne sait pas si le nom de Marshall Evan Stone III est son vrai nom ou simplement un nom qu'il a créé pour son nouveau personnage Random. Selon les souvenirs de Charlie Ronalds, une personne dotée des pouvoirs de Random a tué les parents de Charlie quand Charlie était très jeune, bien que Random n'ait jamais été confirmé comme étant le tueur.
Lors de sa première rencontre avec l'équipe Facteur-X parrainée par le gouvernement, Random est appelé (par le maire de New York) pour ramener un groupe de renégats de Génosha, les X-Patriots, qui refusent de quitter un hôpital où se trouve l'un de leurs camarades. Random et Facteur-X s'affrontent et, voulant mettre fin au combat rapidement, le chef d'équipe Havok rachète le contrat de Random.
Il est engagé par Valerie Cooper pour accompagner l'équipe Facteur-X sur le site du Projet : Wideawake, un projet du gouvernement ayant pour but de créer des sentinelles. Là-bas ils tombent sur les Acolytes de Magnéto qu'ils combattent jusqu'à ce que ceux-ci battent en retraite.
En raison de son succès en tant que chasseur de primes, Random est engagé pour s'en prendre à Polaris, membre de Facteur-X. Au cours de leur bataille, Random lui dit que le gouvernement qui l'emploie l'a engagé pour la tuer. Polaris ne le croit pas, mais il lui assure qu'il y a des ennemis des mutants au sein du gouvernement. Après une brève bagarre, Polaris part, avouant plus tard à Havok qu'elle sentait que Random se retenait pendant le combat, comme s'il voulait qu'elle gagne.

### Avec Facteur-X
Après que Facteur-X ait rencontré Haven, Random rend visite aux membres de Facteur-X Félina et Malabar, leur avouant que les agents du gouvernement qui l'avaient précédemment embauché s'en prennent désormais à lui. En échange de leur protection, il accepte de dire qui l'a engagé pour tuer Polaris. L'équipe part à la recherche de Haven et Forge engage Random pour 15 000 $ et une nouvelle voiture, alors il les suit. Lorsqu'ils localisent Haven, elle transporte Random et le reste de Facteur-X dans une dimension de poche où elle leur montre à quel point ils ont vraiment besoin d'elle. Dans ce monde, Random commence à revenir à son état protoplasmique, ce qui amène Haven à souligner qu'elle connaît la vérité derrière sa façade sanguinaire. Lorsqu'elle ramène l'équipe dans le monde réel, Random est complètement gélatineux mais se ressaisit rapidement et refuse d'en parler à l'équipe.
À la suite de la défaite de Haven, Forge paie Random et lui propose un emploi permanent dans l'équipe, qu'il refuse. Peu de temps après, Random, Forge et Polaris retrouvent le colonel Malone, l'homme qui a engagé Random pour tuer Polaris. Mais il se suicide avant qu'ils puissent l'interroger. Cependant, l'assistant de Malone les informe que le gouvernement n'a jamais prévu de tuer Polaris : ils voulaient seulement tester ses limites dans le cadre de leur plan visant à l'utiliser comme sécurité contre Magnéto. Si Random l'avait vaincue, elle aurait été amenée et soumise à un lavage de cerveau pour devenir l'arme du gouvernement.

### La Confrérie
Random revient après que Havok ait reformé la Confrérie des mauvais mutants avec Dark Beast, Fatale et Aurora, entre autres. Lui et Havok s'affrontent jusqu'à ce que Havok lui révèle la véritable nature de sa mission : il tente de saper la Confrérie de l'intérieur. Le duo aide ensuite à libérer les sujets de certaines des expériences inhumaines de McCoy.
Random est ensuite embauché par Exodus (avec Feral, Pyro, Avalanche, les jumeaux Fenris et Omega Red) pour aider les Acolytes. Exodus promet d'aider ses nouveaux agents à trouver un remède contre le virus Legacy s'ils capturent les Chevaliers de Wundagore, mais lorsqu'ils échouent, Exodus les laisse bloqués dans la Terre Sauvage.
Random refait surface sur Génosha pendant le règne de Magneto et est rapidement expédié lorsque l'équipe d'assaut ad hoc des X-Men de Génosha attaque l'île pour sauver le professeur X.

### Weapon X
Random est ensuite capturé par le programme Weapon X remis à neuf dans sa tentative d'exterminer les mutants. Il est placé à Neverland, un camp de concentration mutant, et tente un coup d'État avec l'aide de Diamond Lil. Cependant, les détenus ne réalisent pas que leurs pouvoirs sont annulés par Sangsue et ils sont tous deux sévèrement punis pour leurs actes.

### Jour M
Random est l'un des 198 mutants à avoir conservé leurs pouvoirs surhumains après le Jour M. Aux côtés de Tempo, Unuscione et Frenzy, Random travaille à nouveau avec Exodus, rejoignant ses Maraudeurs et participant à une attaque contre l'héliporteur du SHIELD.
Random et les Maraudeurs attaquent plus tard l'Institut Xavier lors d'une mission de Mister Sinistre pour récupérer les journaux de Destinée. Les journaux qu'ils trouvent sont faux, et après une bataille avec Colossus, Shadowcat et plusieurs étudiants, les Maraudeurs sont obligés de retourner auprès Sinistre sans terminer leur mission. [11] Random est présent avec le reste des Acolytes dans la bataille finale du «Complexe du Messie».

### X-Men: Legacy
Lorsque le professeur Xavier revient à la nouvelle Avalon pour affronter Exodus, Random fait toujours partie des Acolytes. Xavier convainc Exodus de dissoudre le groupe et de trouver une nouvelle façon d'aider les mutants, et Random, Amelia Voght et Omega Sentinel décident de déménager à San Francisco en réponse à l'appel des X-Men pour que tous les mutants s'y installent.
Random est ensuite vu sur Utopia lors de l'attaque de Bastion sur l'île. Random, avec Scalphunter, Sack, Litterbug et d'autres, est rallié à la défense d'Utopia par Cyclope, qui déclare : «Aujourd'hui, vous êtes tous des combattants. Vous êtes tous des X-Men».
Après la bataille, Random assiste aux funérailles de Cable. Lorsque Cyclope rassemble une escouade de X-Men dirigée par Malicia et Magnéto pour aider aux efforts de reconstruction à San Francisco, Random est inclus dans le groupe, avec Colossus, Psylocke, Omega Sentinel, Danger, Hellion et Hope.
Random apparaît plus tard en tant que membre des Utopiens aux côtés d'Elixir, Karma, Masque, Madison Jeffries et Tabitha Smith.

### House of X / Powers of X
Random apparaît plus tard comme l'un des méchants mutants invités à venir vivre sur la nouvelle île mutante de Krakoa, à condition qu'il n'ait plus de rancune envers ses camarades mutants.

## Pouvoirs et capacités
- Random peut changer sa forme physique car son corps est constitué de protoplasme morphologique. Il peut donc contrer tout pouvoir mutant dirigé contre lui.
- Random peut altérer sa masse et sa force.
- Il peut tirer des projectiles biologiques.

## Réception
- En 2014, Entertainment Weekly a classé Random 91ème dans sa liste «Classons tous les X-Man de tous les temps»[19].

## Apparition dans d'autres médias
Random fait des apparitions muettes dans la série animée X-Men. Dans "Sanctuaire", Random est présenté parmi les mutants résidant sur l'Astéroïde M. Dans "De Vieux Souvenirs", Random est l'un des nombreux résidents mutants de la communauté dominée par les mutants de Skull Mesa.